# Devet zgodb (Salinger)
Devet zgodb (izvirno Nine Stories) je zbirka kratkih zgodb ameriškega pisatelja J.D.-ja Salingerja. Izšla je aprila 1953 in obsega devet zgodb, od tega njegovi dve najbolj znani zgodbi, Odličen dan za ribe bananarice in Za Esmé – z ljubeznijo in obžalovanjem. Devet zgodb je zgolj ameriški naslov zbirke, v nekaterih državah so zbirko namreč naslovili kar po kateri od zgodb Za Esmé – z ljubeznijo in obžalovanjem ali Odličen dan za ribe bananarice.
Zbirka obsega naslednje zgodbe:
- Odličen dan za ribe bananarice
- Nerodni striček iz Connecticuta
- Tik preden se je začela vojna z Eskimi
- Mož, ki se je smejal
- Na skupni barki
- Za Esmé – z ljubeznijo in obžalovanjem
- Usta lepa in oči sinjina
- Turobni časi de Daumiera - Smitha
- Tedi